# Le Chasseur (film, 1980)
Pour les articles homonymes, voir The Hunter et Le Chasseur.
Pour plus de détails, voir Fiche technique et Distribution.
Le Chasseur (The Hunter) est un film d'action américain réalisé par Buzz Kulik, sorti en 1980.

## Synopsis
Ralph Thorson (Steve McQueen) est un chasseur de primes d'un autre temps. Quoique habile à pourchasser les repris de justice, il est peu en phase avec son époque. Au volant d'une voiture, c'est un véritable danger de la route. Sa maison ressemble davantage à un saloon qu'à un foyer. Tandis qu'il vaque à ses engagements, sa femme tente de l'intéresser à la naissance de leur enfant.

## Fiche technique
- Titre : Le Chasseur
- Titre original : The Hunter
- Réalisation : Buzz Kulik
- Scénario : Ted Leighton (pseudonyme de William Link et Richard Levinson) et Peter Hyams, d'après un roman de Christopher Keane inspiré de la vie de Ralph Thorson
- Production : Mort Engelberg
- Société de production : Paramount Pictures, Rastar
- Musique : Michel Legrand (exploitation américaine) et Charles Bernstein (exploitation européenne)
- Photographie : Fred J. Koenekamp
- Montage : Robert L. Wolfe
- Pays d'origine :  États-Unis
- Format : Couleurs - 1,85:1 - Stéréo - 35 mm
- Genre : film d'action
- Durée : 97 minutes
- Dates de sortie : 
  - USA : 1er août 1980
  - France : 14 janvier 1981 [1]
- Affiche : Jean Mascii (France)
- Classification : 
  - États-Unis - MPAA : PG[2]
  - France - CNC : tous publics[1],[Note 1]

## Distribution
- Steve McQueen (VF : Jacques Thébault) : Ralph "Papa" Thorson
- Eli Wallach (VF : Jacques Dynam) : Ritchie Blumenthal
- Kathryn Harrold (VF : Nita Klein) : Dotty
- Richard Venture (VF : Jacques Richard) : Pete Spota
- LeVar Burton : Tommy Price
- Tracey Walter (VF : Marc de Georgi) : Rocco Mason
- Ben Johnson (VF : Georges Atlas) : Le shérif Strong
- Thomas Rosales Jr. : Tony Bernardo
- Karl Schueneman : Billie Joe
- Teddy Wilson (VF : Med Hondo) : Winston Blue
- Al Ruscio (VF : William Sabatier) : M. Bernardo
- Poppy Lagos (VF : Paula Dehelly) : Mme Bernardo
- Bobby Bass (en) : Matthew Branch
- Ray Bickel : Luke Branch
- Kevin Hagen (VF : René Arrieu) : le joueur de Poker
- Dolores Robinson (VF : Béatrice Delfe) : la principale
- Nicolas Coster (non crédité) : joueur de poker
- Michael D. Roberts : joueur de poker

## Autour du film

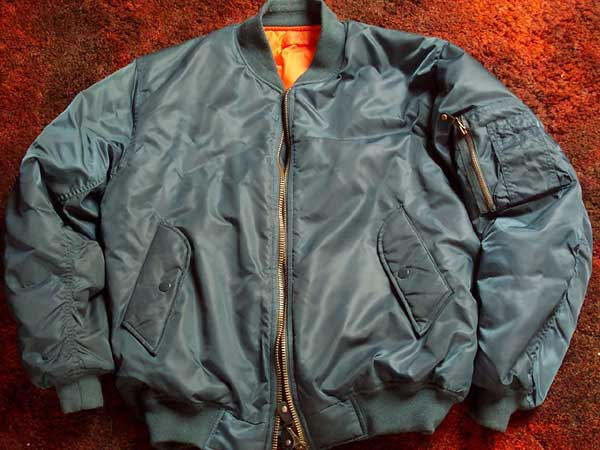
Bomber jacket MA-1

- Le film est inspiré de la vie de Ralph Thorson, qui apparaît comme figurant dans un rôle de barman.
- C'est le dernier film de l'acteur Steve McQueen, qui mourut le 7 novembre 1980, trois mois après sa sortie.
- Steve McQueen retrouve Eli Wallach après Les Sept Mercenaires, sorti en 1960.
- Dans le film, on peut remarquer, d'une scène à l'autre, que Steve McQueen est plus amaigri, surtout dans les scènes intérieures.
- L'acteur portait tout au long du film un blouson d'aviateur le célèbre modèle de l'U.S.Air Force, Bomber Flight jacket MA-1, conçu par le fabricant de vêtements militaires Alpha Industries[3].

- Les plans de la course-poursuite à pied ont dû être tournés séparément, Steve McQueen n'étant plus suffisamment en forme pour courir durant toute une séquence.
- La scène de cascade sur le métro est inspirée d'une scène similaire tournée cinq ans auparavant dans Peur sur la ville avec Jean-Paul Belmondo. À l'inverse, celui-ci s'était inspiré pour l'affiche de Peur sur la ville de l'affiche de Bullitt avec Steve Mc Queen portant son Holster, et du pull col roulé noir porté par McQueen dans Guet-apens.
- En retour Jean-Paul Belmondo optera pour la même tenue (Blouson d'aviateur vert, jeans, baskets) que Steve McQueen pour son film Le Marginal.
- Au moment du mixage, les producteurs ont refusé la musique composée par Michel Legrand, la jugeant inadaptée pour un film d'action. Après tractations avec le compositeur, le film est finalement sorti aux États-Unis avec la musique de Michel Legrand, tandis que pour l'Europe, c'est une musique tout à fait différente, signée Charles Bernstein, qui accompagne la bande sonore.